# Probiotici
Probiotici su živi mikroorganizmi koji, kada se koriste u dovoljnoj količini, imaju pozitivan učinak na zdravlje domaćina. Različiti sojevi probiotičkih mikroorganizama imaju specifične zdravstvene prednosti koje su rezultat njihova antimikrobnog djelovanja, antimutagenih učinaka, poboljšanja probave laktoze, antikancerogenog djelovanja, sniženja razine kolesterola u serumu, regulacije dijareje, stimulacije imunološkog sustava, sniženja krvnog tlaka, regulacije upalnih crijevnih bolesti, kontrole infekcija mokraćnog trakta, preventivnog djelovanja kod alergija.
Prvi otkriveni probiotik bio je soj bacila u bugarskom jogurtu zvan Lactobacillus bulgaricus. Do otkrića je 1905. godine došao bugarski liječnik i mikrobiolog Stamen Grigorov. Današnja teorija općenito se pripisuje ruskom nobelovcu  Ilji Iljiču Mečnikovu koji je oko 1907. postulirao da bugarski seljaci koji konzumiraju jogurt žive dulje.

## Vanjske poveznice
- Probiotici Hrvatska tehnička enciklopedija, portal hrvatske tehničke baštine. LZMK